# Landkreis Berchtesgadener Land
Landkreis Berchtesgadener Land is een Landkreis in de Duitse deelstaat Beieren. De Landkreis telt 106.327 inwoners (31 december 2020) op een oppervlakte van 839,97 km². Kreisstadt is Bad Reichenhall.

## Indeling
Berchtesgadener Land is verdeeld in 15 gemeenten. Drie daarvan hebben de status van stad en drie mogen zich Markt noemen. Daarnaast omvat het Landkreis twee, onbewoonde, gebieden die niet gemeentelijk zijn ingedeeld.
Steden
1. Bad Reichenhall
2. Freilassing
3. Laufen (Duitsland)

Märkte
1. Berchtesgaden
2. Marktschellenberg
3. Teisendorf

Overige gemeenten
1. Ainring
2. Anger
3. Bayerisch Gmain
4. Bischofswiesen
5. Piding
6. Ramsau bei Berchtesgaden
7. Saaldorf-Surheim
8. Schneizlreuth
9. Schönau am Königssee

Niet gemeentelijk ingedeeld (41,87 km²,)
1. Eck (12,60 km²)
2. Schellenberger Forst (17,01 km²)

Aichach-Friedberg · Altötting · Amberg · Amberg-Sulzbach · Ansbach (stad) · Landkreis Ansbach · Aschaffenburg (stad) · Landkreis Aschaffenburg · Augsburg (stad) · Landkreis Augsburg · Bad Kissingen · Bad Tölz-Wolfratshausen · Bamberg (stad) · Landkreis Bamberg · Bayreuth (stad) · Landkreis Bayreuth · Berchtesgadener Land · Cham · Coburg (stad) · Landkreis Coburg · Dachau · Deggendorf · Dillingen an der Donau · Dingolfing Landau · Donau-Ries · Ebersberg · Eichstätt · Erding · Erlangen · Erlangen-Höchstadt · Forchheim · Freising · Feyung-Grafenau · Fürstenfeldbruck · Fürth (stad) · Landkreis Fürth · Garmisch-Partenkirchen · Günzburg · Haßberge · Hof (stad) · Landkreis Hof · Ingolstadt · Kaufbeuren · Kelheim · Kempten im Allgäu · Kitzingen · Kronach · Kulmbach · Landsberg am Lech · Landshut (stad) · Landkreis Landshut · Lichtenfels · Lindau · Main-Spessart · Memmingen · Miesbach · Miltenberg · Mühldorf am Inn · München · Landkreis München · Neuburg-Schrobenhausen · Neumarkt in der Oberpfalz · Neurenberg · Neustadt an der Aisch-Bad Windsheim · Neustadt an der Waldnaab · Neu-Ulm · Nürnberger Land · Oberallgäu · Ostallgäu · Passau (stad) · Landkreis Passau · Pfaffenhofen an der Ilm · Regen · Regensburg (stad) · Landkreis Regensburg · Rhön-Grabfeld · Rosenheim (stad) · Landkreis Rosenheim · Roth · Rottal-Inn · Schwabach · Schwandorf · Schweinfurt (stad) · Landkreis Schweinfurt · Starnberg · Straubing · Straubing-Bogen · Tirschenreuth · Traunstein · Unterallgäu · Weiden in der Oberpfalz · Weilheim-Schongau · Weißenburg-Gunzenhausen · Wunsiedel im Fichtelgebirge · Würzburg (stad) · Landkreis Würzburg
Ainring ·
Anger ·
Bad Reichenhall ·
Bayerisch Gmain ·
Berchtesgaden ·
Bischofswiesen ·
Freilassing ·
Laufen ·
Marktschellenberg ·
Piding ·
Ramsau b.Berchtesgaden ·
Saaldorf-Surheim ·
Schneizlreuth ·
Schönau a.Königssee ·
Teisendorf